# Toxicodendron borneense
Toxicodendron borneense är en sumakväxtart som först beskrevs av Otto Stapf, och fick sitt nu gällande namn av Gillis. Toxicodendron borneense ingår i släktet Toxicodendron och familjen sumakväxter. Inga underarter finns listade i Catalogue of Life.